# Mauricio Serna
Mauricio Antonio Serna Valencia (Medellín, 22 de janeiro de 1968) é um ex-futebolista colombiano que atuava como volante.

## Carreira
Revelado pelo Deportivo Pereira em 1990, Serna teve destaque por 2 clubes: o Atlético Nacional, onde jogou 249 partidas e fez 29 gols entre 1991 e 1997, tendo vencido o Campeonato Colombiano em 1994, e principalmente, o Boca Juniors, pelo qual conquistou 6 títulos - os mais relevantes foram o bicampeonato da Copa Libertadores da América, em 2000 e 2001 (derrotando, respectivamente, Palmeiras e Cruz Azul nos pênaltis) e a Copa Europeia/Sul-Americana de 2000, quando o Boca Juniors venceu o Real Madrid por 2 a 1. Serna ainda foi tricampeão argentino antes de sair do Boca em 2002 para jogar no México; a passagem do meio-campista pelo Puebla, no entanto, foi curta: apenas 19 partidas e nenhum gol.
Ele ainda voltaria à Argentina para atuar no Chacarita Juniors e no Talleres, antes de regressar ao Atlético Nacional em 2005, encerrando a carreira com um novo título nacional, aos 37 anos (conquistou o Torneio Apertura).

## Seleção
Pela Seleção Colombiana de Futebol, Chicho fez sua estreia em 1993, e foi convocado para a Copa de 1994. Credenciados pela campanha nas eliminatórias sul-americanas, onde chegaram a vencer a Argentina por 5 a 0 em plena Buenos Aires, Los Cafeteros foram apontados como um dos favoritos ao título, porém as derrotas para Romênia e Estados Unidos causaram a eliminação colombiana ainda na fase de grupos. Ele não entrou em campo nas 2 partidas citadas e também ficou no banco de reservas na vitória por 2 a 0 sobre a Suíça, que não ajudou muito (a Colômbia ficou na última posição do grupo A).
Serna ainda participou da Copa de 1998, jogando as 3 partidas da seleção, que novamente amargou a eliminação na primeira fase. Ele nunca jogou a Copa América em toda sua trajetória internacional, sendo preterido por Francisco Maturana na edição de 2001, sediada e vencida justamente pelos colombianos. Seu último jogo pelos Cafeteros foi em novembro do mesmo ano, e Serna deixou o futebol internacional após 51 jogos e 2 gols.

## Envolvimento com tráfico e lavagem de dinheiro
Em junho de 2018, a Suprema Corte de Buenos Aires indiciou o ex-volante por envolvimento com o tráfico de drogas e também por lavagem de dinheiro, juntamente com a viúva e o filho de Pablo Escobar, líder do Cartel de Medellín.

## Títulos
Atlético Nacional
- Campeonato Colombiano: 1 (1994)
- Copa Interamericana: 1 (1997)

Boca Juniors
- Campeonato Argentino: 3 (1998, 1999 e 2000)
- Copa Libertadores da América: 2 (2000 e 2001)
- Copa Intercontinental: 1 (2000)

- Mauricio Serna em National-Football-Teams.com